# Načeradec
Načeradec (německy Natscheradetz) je městys v okrese Benešov ve Středočeském kraji. Žije zde přibližně 1 100 obyvatel. Součástí městyse jsou i vesnice Daměnice, Dolní Lhota, Horní Lhota, Novotinky, Olešná, Pravětice, Řísnice, Slavětín, Vračkovice a Zdiměřice.

## Historie

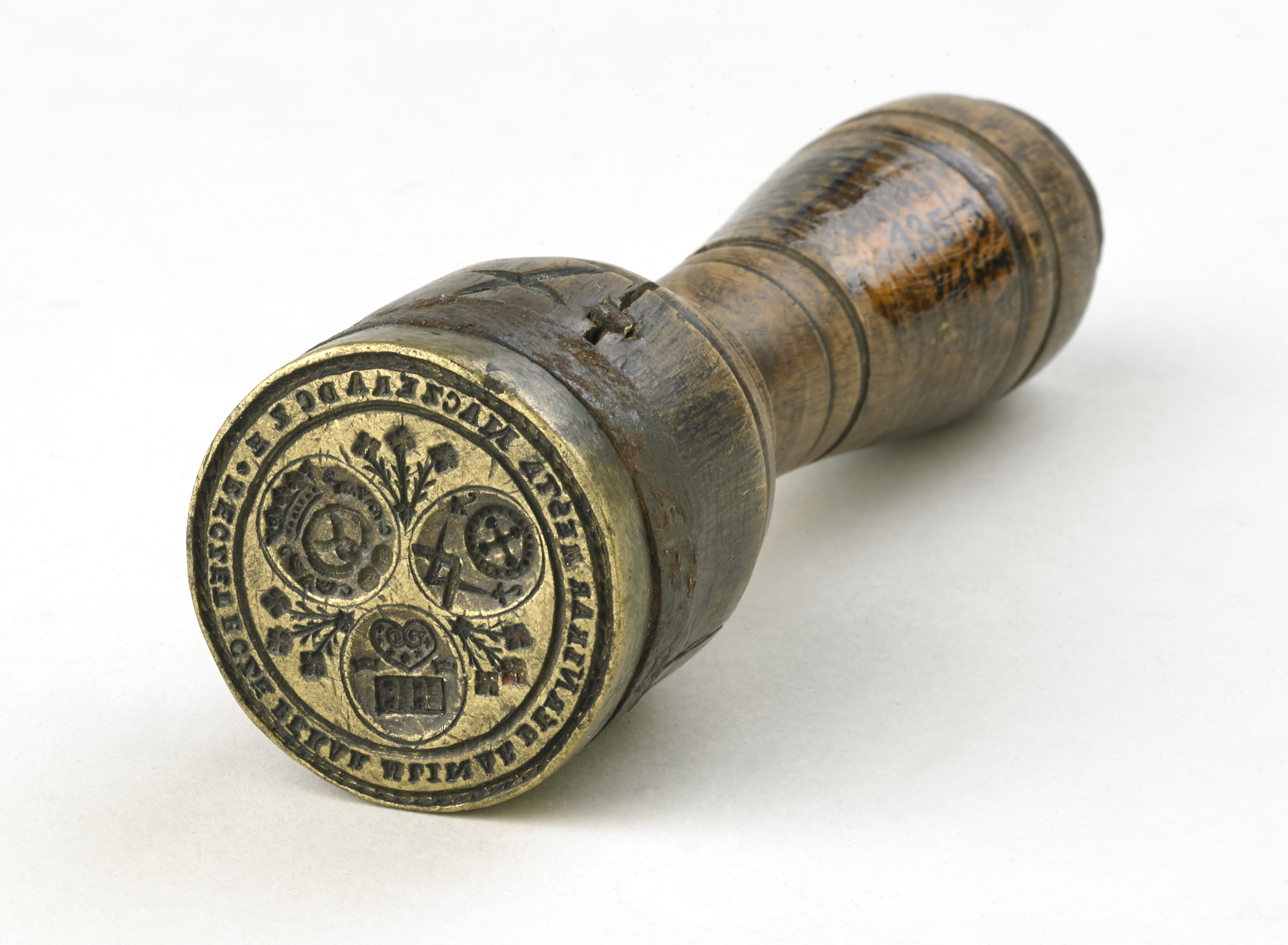
Pečetidlo perníkářského, pekařského a mlynářského cechu v Načeradci, druhá polovina 17. století (SOkA Benešov)

První písemná zmínka o vsi Načeradec pochází z roku 1184 a nachází se v Jarlochově letopisu, podle něhož byla po smrti opata Gotšalka v Načeradci sloužena mše. Předpokládá se, že sídlo bylo založeno během kolonizace Podblanicka rodem Vítkovců ve druhé polovině 12. století. V první polovině 13. století používala přídomek z Načeradce jedna z jeho rodových odnoží.
Historické jádro městyse je od roku 2003 městskou památkovou zónou. Obci byl ke dni 17. října 2012 obnoven status městyse.

### Územněsprávní začlenění
Dějiny územněsprávního začleňování zahrnují období od roku 1850 do současnosti. V chronologickém přehledu je uvedena územně administrativní příslušnost obce v roce, kdy ke změně došlo:
- 1850 země česká, kraj České Budějovice, politický okres Benešov, soudní okres Vlašim[6]
- 1855 země česká, kraj Tábor, soudní okres Vlašim
- 1868 země česká, politický okres Benešov, soudní okres Vlašim
- 1937 země česká, politický i soudní okres Vlašim[7]
- 1939 země česká, Oberlandrat Německý Brod, politický i soudní okres Vlašim[8]
- 1942 země česká, Oberlandrat Praha, politický okres Benešov, soudní okres Vlašim[9]
- 1945 země česká, správní i soudní okres Vlašim[10]
- 1949 Pražský kraj, okres Vlašim[11]
- 1960 Středočeský kraj, okres Benešov
- 2003 Středočeský kraj, okres Benešov, obec s rozšířenou působností Vlašim

### Rok 1932
V městě Načeradec (1419 obyvatel) byly v roce 1932 evidovány tyto živnosti a obchody:
- Instituce a průmysl: poštovní úřad, telefonní úřad, telegrafní úřad, četnická stanice, katol. kostel, chudobinec, Společenstvo krejčí, obuvníků, řezníků, smíšených, stavebních a jiných živností, sbor dobrovolných hasičů, cihelna, Družstevní lihovar, 2 mlýny, pila + mlýn + cihelna + velkostatek Družiny čsl. válečných poškozenců, 2 tesařští mistři, zahradnictví.
- Služby (výběr): lékař, 3 cukráři, hodinář, 8 hostinců, kapelník, kožišník, modistka, obchod s obuví Baťa, 3 pekaři, pokrývač, 2 porodní asistentky, 8 řezníků, 3 sedláři, 7 obchodů se smíšeným zbožím, Spořitelní a záložní spolek pro Město Načeradec, Občanská záložna v Načeradci, 3 zámečníci.

## Přírodní poměry
Načeradcem protéká potok Brodec, který je pravostranným přítokem řeky Blanice.

## Doprava
Ve vzdálenosti 13 km severně leží město Vlašim, 27 km jihozápadně město Tábor, 27 km severozápadně město Benešov a 28 km jihovýchodně město Pelhřimov.
- Pozemní komunikace – Městysem procházejí silnice II/127 Načeradec – Trhový Štěpánov a II/150 Votice – Louňovice pod Blaníkem – Načeradec – Čechtice – Ledeč nad Sázavou – Havlíčkův Brod.
- Železnice – Železniční trať ani stanice na území městyse nejsou.
- Autobusová doprava – Městysem projížděly autobusové linky do těchto cílů: Benešov, Čechtice, Lukavec, Pacov, Praha, Vlašim.
- Cyklistika – Městysem procházejí cyklotrasy č. 161 Načeradec – Lukavec – Želiv – Humpolec, č. 321 Louňovice pod Blaníkem – Načeradec – Pacov – Kamenice nad Lipou a č. 1178 Načeradec – Mladá Vožice – Miličín.
- Pěší turistika – Městysem vedou turistické trasy: zeleně značená trasa Velký Blaník – Načeradec – Lukavec – Pacov a žlutě značená trasa Načeradec – Čechtice – Studený.

## Pamětihodnosti
- Kaple
- Kostel svatého Petra a Pavla
- Křížová cesta
- Pomník padlým[13]
- Přírodní památka Rybník Louňov
- Radnice se zvonicí
- Socha svatého Jana Nepomuckého na náměstí
- Zámek Načeradec na náměstí
- Židovský hřbitov

## Zajímavost
V Načeradci se narodila Anna Brázdová (1850–1937), později provdaná Králová, jenž se vystěhovala do Chicaga v USA. Její vnučka Blanche Novak, rozená Kral (1907–1984) byla matkou americké filmové a televizní herečky a malířky Kim Novak. 

## Fotografie

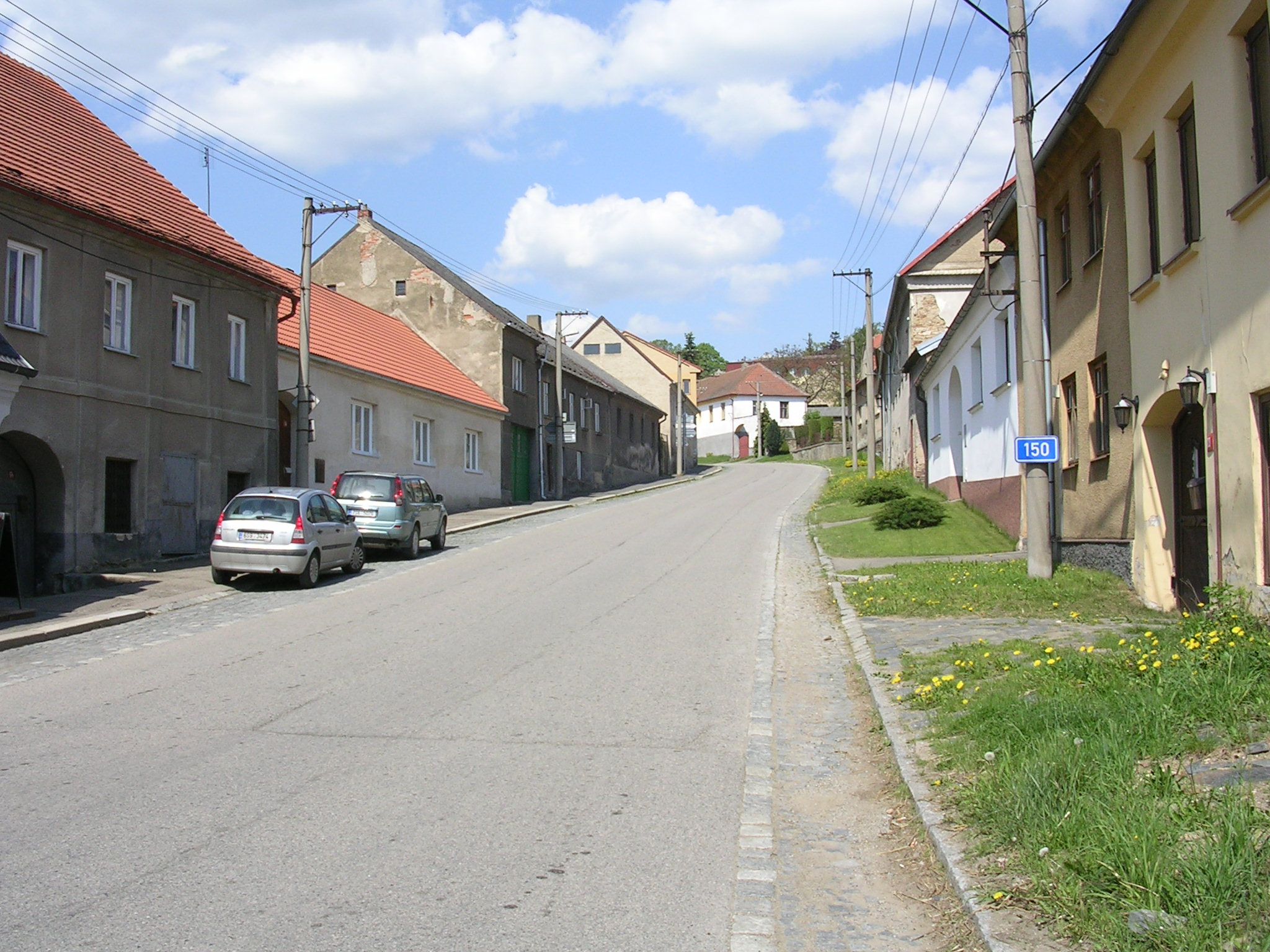
Ulice v Načeradci
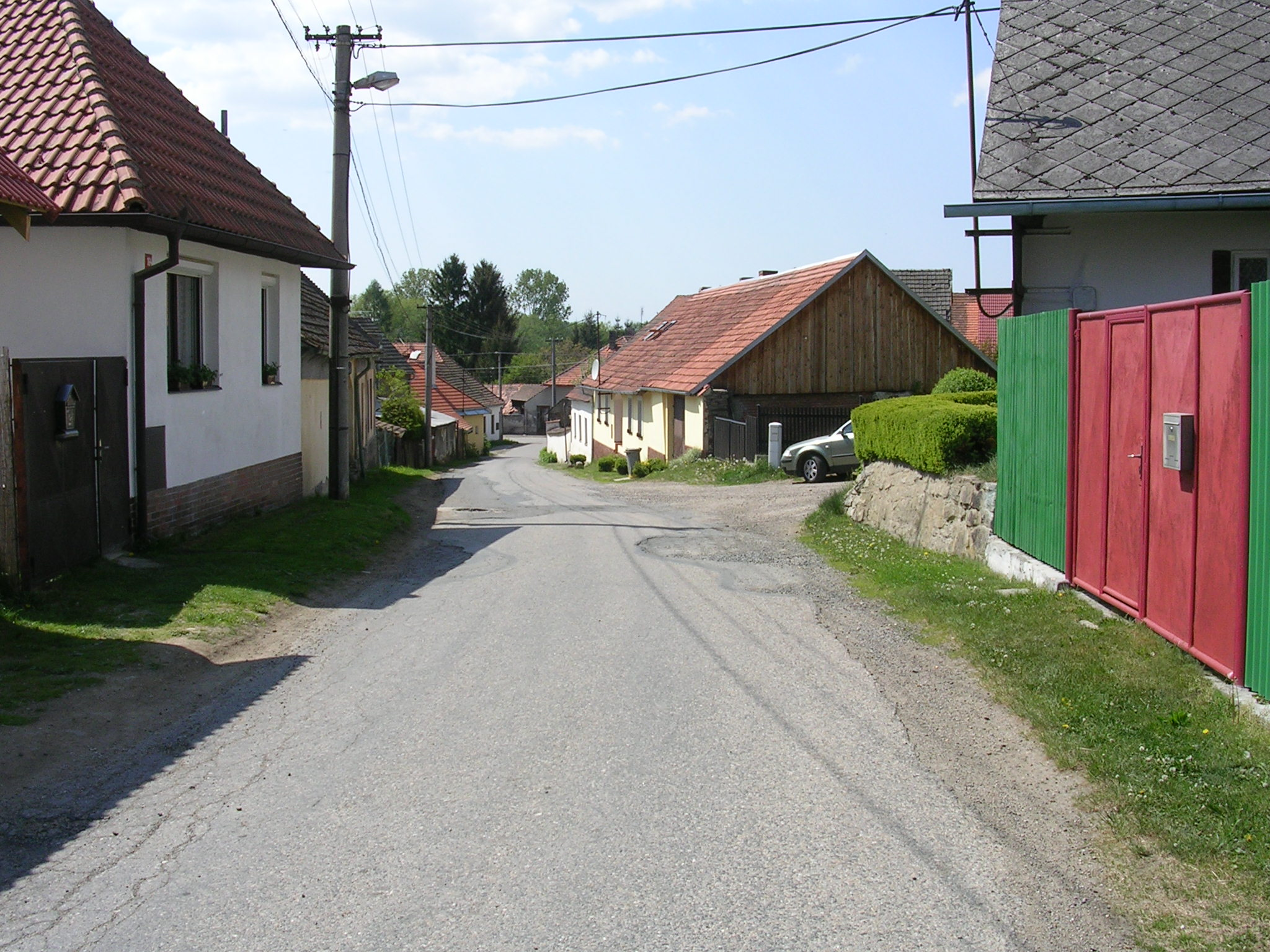
Ulice od Olešné
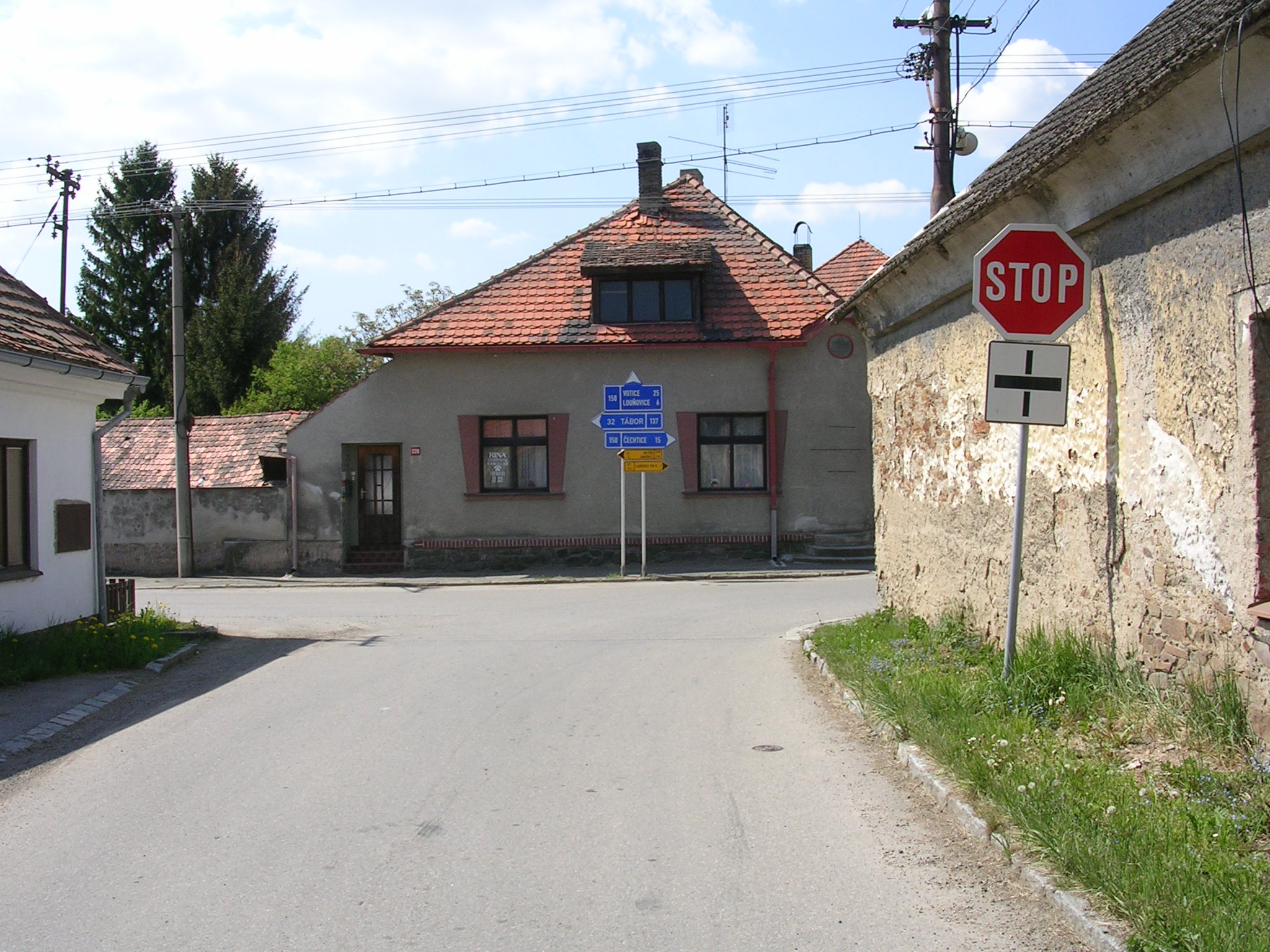
Křižovatka
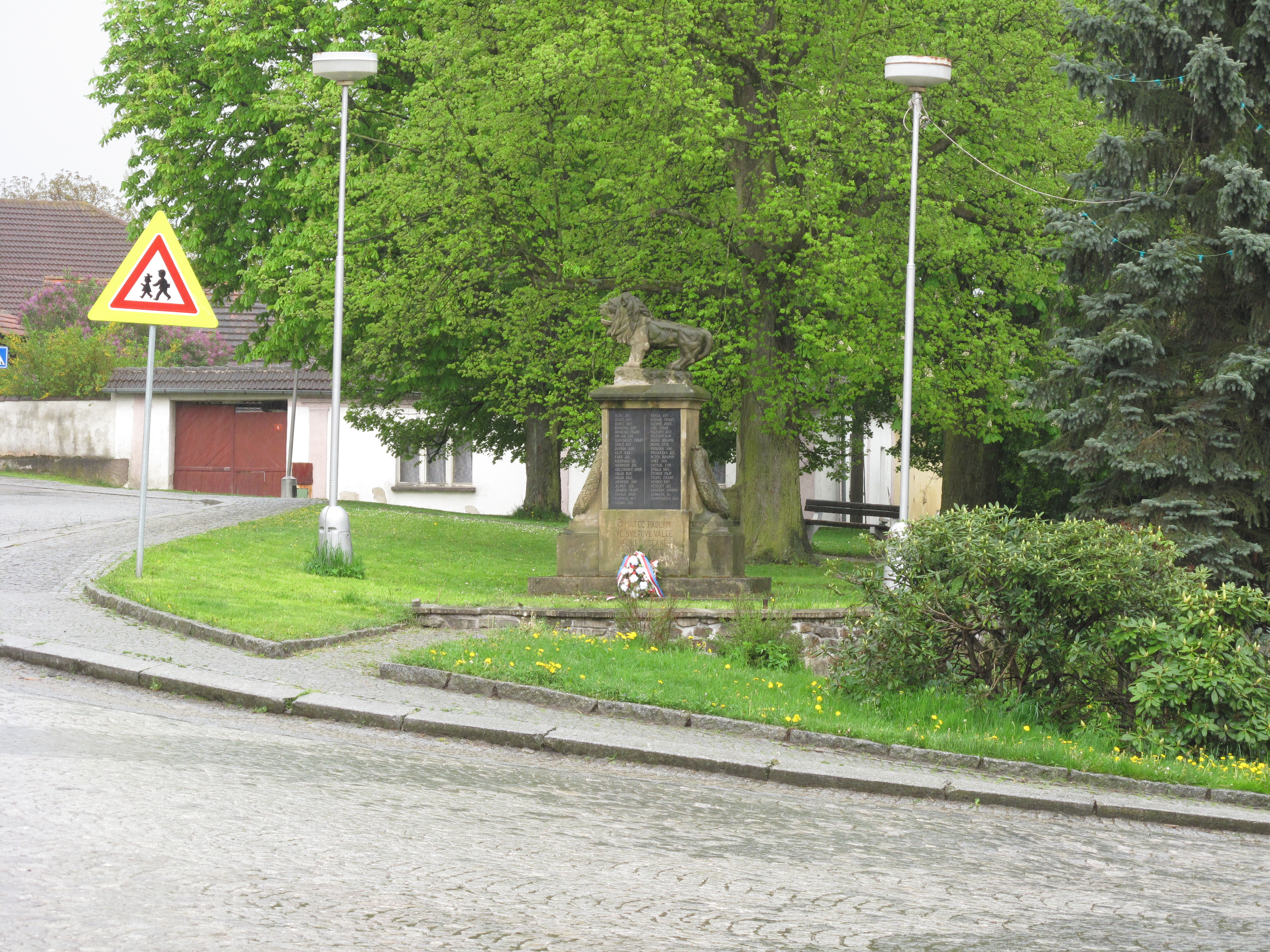
Pomník padlým